# Baia de Fier
Baia de Fier es una comuna ubicada en el distrito de Gorj, Rumania.

## Superficie
Cuenta con una superficie de 120,3 kilómetros cuadrados.

## Demografía
Hasta 2021 la población era de 3832 habitantes, con una densidad de población de 31,87 habitantes por kilómetro cuadrado.